# Őszi szél
Az Őszi szél a Vízipók-csodapók című rajzfilmsorozat harmadik évadának tizenharmadik, utolsó epizódja. A forgatókönyvet Kertész György írta.

## Cselekmény
Keresztespókot meghívják a pókok őszi tanácskozására, ahol az összegyűltek a hideg elől délre készülnek utazni, a Falipók által készített hőlégballonnal. Keresztespók nem akar velük tartani, inkább Vízipók barátját látogatja meg: egy vízbe pottyant üvegpalackba ereszkedve végre együtt gyönyörködnek a víz alatti világban. A felszínre visszaérve Keresztespók az ügyetlenkedő léghajósok segítségére siet...

## Alkotók
- Rendezte: Szabó Szabolcs, Haui József
- Írta: Kertész György
- Dramaturg: Szentistványi Rita
- Zenéjét szerezte: Pethő Zsolt
- Főcímdalszöveg: Bálint Ágnes
- Ének: ?
- Operatőr: Magyar Gyöngyi, Pugner Edit
- Hangmérnök: Bársony Péter
- Hangasszisztens: Zsebényi Béla
- Effekt: Boros József
- Vágó: Czipauer János, Völler Ágnes
- Háttér: N. Csathó Gizella
- Rajzolták: Bátai Éva, Haui József, Vágó Sándor
- Kihúzók és kifestők: Jankovics Ilona, Kiss Mária, Széchenyi Istvánné
- Asszisztens: Horváth Márta, Kovács Magdolna
- Színes technika: Szabó László
- Felvételvezető: Gödl Beáta
- Gyártásvezető: Vécsy Veronika
- Produkciós vezető: Mikulás Ferenc

- A laboratóriumi munkák a Magyar Filmlaboratórium Vállalatnál készültek
- Készítette a Magyar Televízió megbízásából a Pannónia Filmstúdió

## Szereplők
- Vízipók: Pathó István
- Keresztespók: Harkányi Endre
- Fülescsiga: Móricz Ildikó
- Rózsaszín vízicsiga: Géczy Dorottya
- Kék vízicsiga: Felföldi Anikó
- Zöld vízicsiga: Pálos Zsuzsa
- Katica: Gyurkovics Zsuzsa
- Falipók: Fillár István
- Állaspókné: Schubert Éva